# Słoń indyjski
Słoń indyjski (Elephas maximus) – gatunek ssaka z rodziny słoniowatych (Elaphidae), jeden z trzech żyjących gatunków rodziny słoniowatych, zamieszkujący lasy i zarośla Azji Południowej i Południowo-Wschodniej.

## Taksonomia
Gatunek po raz pierwszy zgodnie z zasadami nazewnictwa binominalnego opisał w 1758 roku szwedzki przyrodnik Karol Linneusz nadając mu nazwę Elephas maximus. Miejsce typowe to Sri Lanka. Okaz typowy (lektotyp) to czaszka i szkielet pozaczaszkowy (sygnatura MZUF 734) ze zbiorów Museo di Storia Naturale dell’Università di Firenze. Jedyny żyjący współcześnie przedstawiciel rodzaju Elephas. 
Ostatnie prace oparte na danych genetycznych dostarczyły dowodów na to, że słonie z Borneo mogą być odrębnym podgatunkiem – borneensis – różnice fenologiczne potwierdzają sugerowaną klasyfikację, a słonie występujące na Borneo reprezentują najmniejszą istniejącą populację regionalną. Do różnic morfologicznym między poszczególnymi podgatunkami zalicza się rozmiar ciała i ucha, kształt i rozmiar ciosu oraz liczbę żeber. Podgatunek ze Sri Lanki ma dużą głowę w stosunku do ciała, bardziej powszechna jest różowa pigmentacja skóry, a większość osobników jest pozbawiona ciosów, natomiast słonie z Sumatry są mniejsze niż inne podgatunki (z wyjątkiem słoni z Borneo) i mają 20 żeber (u pozostałych podgatunków jest ich 19).
Autorzy Illustrated Checklist of the Mammals of the World rozpoznają trzy podgatunki. Podstawowe dane taksonomiczne podgatunków (oprócz nominatywnego) przedstawia poniższa tabelka:
| Podgatunek       | Oryginalna nazwa   | Autor i rok opisu | Miejsce typowe |
| ---------------- | ------------------ | ----------------- | --- |
| E. m. indicus    | Elephas indicus    | G. Cuvier, 1797   | Według oryginalnego opisu „Indie” (fr. des Indes); Deraniyagala (1955) sugeruje że był to okaz z Cejlonu, ale analiza opisu Cuviera tego nie potwierdza. |
| E. m. sumatranus | Elephas sumatranus | Temminck, 1847    | Sumatra. |

### Etymologia
- Elephas: gr. ελεφας elephas, ελεφαντος elephantos ‘słoń’[28].
- maximus: łac. maximus ‘największy’, forma wyższa od magnus ‘wielki’[29].
- indicus: łac. Indicus ‘indyjski’, od India ‘Indie’[30].
- sumatranus: Sumatra[31].

## Zasięg występowania
Słoń indyjski występuje na obszarze południowej i południowo-wschodniej Azji zamieszkując w zależności od podgatunku:
- E. maximus maximus – słoń cejloński – Sri Lanka.
- E. maximus indicus – słoń bengalski – Indie (izolowane populacje w części północnej, północno-wschodniej i południowej), Nepal, Bhutan, Bangladesz, południowa Chińska Republika Ludowa, Mjanma, Laos, Kambodża, Wietnam, Tajlandia i Malezja.
- E. maximus sumatranus – słoń sumatrzański – Indonezja (Sumatra i północno-wschodnie Borneo).

## Charakterystyka
Długość ciała (włącznie z trąbą) 550–640 cm, długość ogona 120–150 cm, wysokość w kłębie samic 240–250 cm, samców 270–340 cm; masa ciała samic około 2720 kg (maksymalnie do 4160 kg), samców około 3600 kg (maksymalnie do 6000 kg). Głowa duża, czoło płaskie, nad oczami po obydwu stronach dwa półokrągłe guzy kostne, uszy znacznie mniejsze niż u słonia afrykańskiego, ciosy niewielkich stosunkowo rozmiarów występują u większości samców, natomiast u samic są one rzadko spotykane (największe ciosy słoni indyjskich miały długość 3,02 m i masę 39 kg). Trąba zakończona jest jednym wyrostkiem chwytnym. Posiadają krótką szyję oraz krępy tułów. Słonie mają słupowate kończyny zakończone szeroką okrągłą stopą zawierającą warstwę amortyzacyjną zbudowaną z tkanki chrzęstnej i tłuszczowej. Słonie chodzą na czubkach palców zakończonych pięcioma paznokciami w kończynach przednich, trzema lub czterema w tylnych. Ciało pokrywa gruba, marszczona skóra o grubości 2–4 cm, prawie bezwłosa, rzadkie włosy występują na grzbiecie i karku, dłuższe stanowią zakończenie ogona. Słonie porozumiewają się ze sobą dźwiękami o bardzo niskiej częstotliwości, niesłyszalnymi dla ucha ludzkiego, które są odbierane przez te zwierzęta na duże odległości (ponad 2 km).

## Tryb życia
Słoń indyjski żyje w stadach złożonych przeważnie z 8-10 samic z młodymi, w obrębie stada panuje ścisła hierarchia. W terenie górzystym porusza się nadzwyczaj sprawnie (w marszu osiąga 7-15 km/h), niemal bezgłośnie i prawie nie pozostawiając śladów (nacisk na 1 cm² powierzchni stopy wynosi tylko 400-600 g). Doskonale pływa i chętnie kąpie się w błotnistych sadzawkach. Pożywienie słoni indyjskich stanowią trawy, liście, kora, miękkie drewno, pędy bambusa i owoce, szczególnie dzikie figi. Występuje musth. Ciąża trwa 614-688 dni (ok. 21 m-cy), samica rodzi jedno młode o masie ok. 100 kg, które karmi przez 8-10 miesięcy, czasem nawet ponad rok. Słoń indyjski osiąga dojrzałość płciową w wieku ok. 12 lat. W warunkach hodowlanych żyje przeciętnie 40-60 lat.

## Status zagrożenia i ochrona
W Czerwonej księdze gatunków zagrożonych Międzynarodowej Unii Ochrony Przyrody i Jej Zasobów został zaliczony do kategorii EN (ang. endangered ‘zagrożony’). W Indiach kurczenie się biotopu prowadzi do licznych konfliktów między ludźmi a słoniami, w skali roku zabija się około 150 słoni dzikich, a ich ofiarą pada około 200 ludzi. Słoń indyjski jest zwierzęciem o łagodnym usposobieniu, daje się łatwo oswajać i tresować, używany jest jako zwierzę robocze, istnieją nawet fermy hodowlane, prowadzone w celu oswajania słoni indyjskich, jak i sztucznego ich rozrodu. W ogrodach zoologicznych hodowany od XIX w., pierwszy udany poród w takich warunkach odbył się w 1905 roku.
Gatunek ten jest chroniony przepisami konwencji waszyngtońskiej (CITES).